# Ilario Tranquillo
Ilario Tranquillo (Pizzo, 1668 – Pizzo, 4 febbraio 1743) è stato un teologo e scrittore italiano.

## Biografia

Blasone Famiglia Tranquillo di Roccangitola

Primo canonico della collegiata di San Giorgio di Pizzo, fu poeta e scrittore. Discendeva d'antica famiglia patrizia Tranquillo di Roccangitola che dominava nella vicina città di Rocca Angitola. Compose molte opere di carattere poetico e religioso  tra le quali v'è la Istoria apologetica dell'antica Napizia, oggi detta il Pizzo, edita nel 1725 a Napoli per i tipi di Carmine Petagna. Egli, nella sua Istoria dell'antica Napizia:
"si sforza di dimostrare, che la Napizia non fosse stata nel sito di Amantea, come pretese Giuseppe di Amato, ma dove oggi è Pizzo. Quindi ne descrive il sito, le antichità, la distruzione fattane da' saraceni, la riedificazione col nome di Pizzo, le cose sacre, gli uomini illustri ecc. e le sue naturali produzioni."
"Verso l'anno 1690 fu istituita una accademia nella terra del Pizzo, alla quale fu dato il nome d'Intrigati, e l'impresa dinotante un Laberinto col motto Tentanda via est. Essa fioriva tuttavia nell'anno 1725, nel qual tempo ne era principe Ilario Tranquillo, autore della Storia dell'antica Napizia, ossia il Pizzo, stampata in Napoli nel 1724"